# São Gabriel (Belo Horizonte)

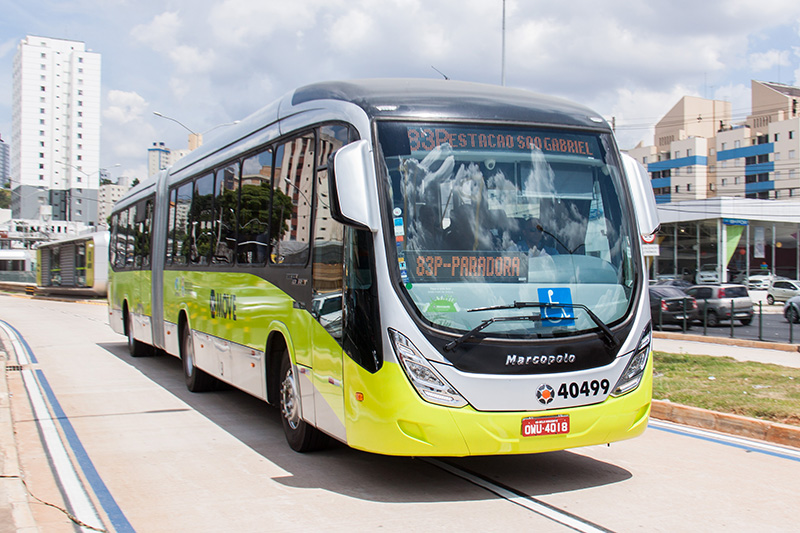
Linha do MOVE que liga a Estação São Gabriel ao Centro.

São Gabriel é um bairro residencial de classe média na região nordeste de Belo Horizonte. Ele está a 8,4 km da Praça Sete De Setembro.

## Localização

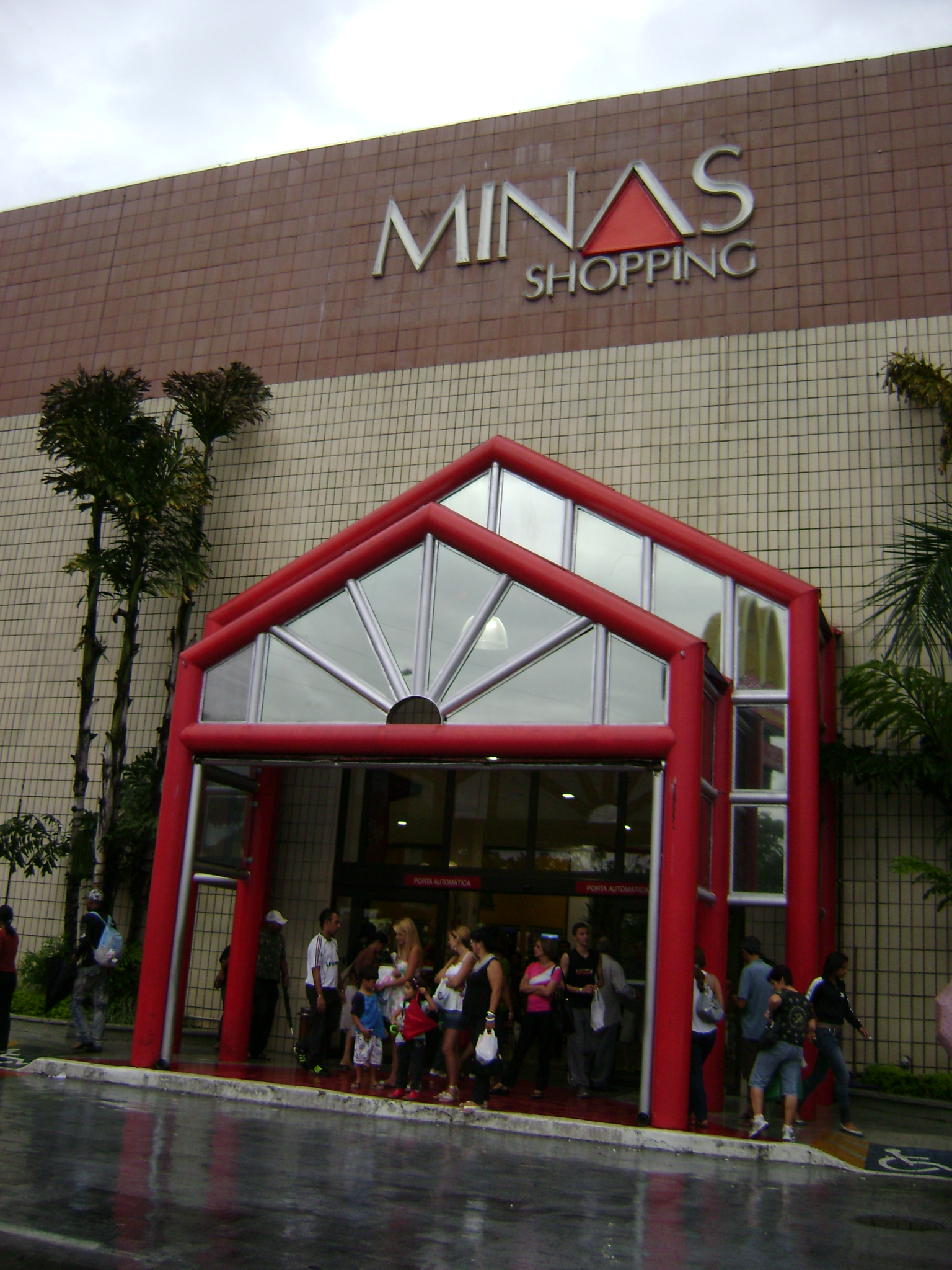
Shopping próximo ao bairro

O bairro está localizado na região nordeste de Belo Horizonte. Geograficamente, ele está localizado entre três das principais avenidas da cidade de Belo Horizonte e outras importantes vias regionais:
- Anel Rodoviário: Trata-se de uma via expressa que conta com um fluxo de 85 mil motoristas diariamente[1];
- Avenida Cristiano Machado: Trata-se de uma via semi-expressa, que possui um fluxo de cerca de 80 mil veículos por dia, trata se da principal ligação com o Aeroporto Internacional de Confins[2];
- Via 240;
- Rua Jacuí: Rua de importância regional que possui um intenso fluxo de veículos. Liga o Bairro São Gabriel ao Bairro Floresta. Passando por diversos bairros da Região Nordeste;

Também está próximo ao Minas Shopping e à Região da Pampulha.

## Estação de Integração São Gabriel
Reformada em 2012, a nova Estação São Gabriel dispõe de uma infraestrutura completamente reformulada, com diversas novas linhas de ônibus.
Integra as linhas do MOVE / BRT, Metrô Linha 1 e linhas de ônibus troncais, alimentadores e intermunicipais.
Linhas que param dentro da Estação de Integração São Gabriel: 503, 504, 702, 703, 705, 706, 707, 708, 711, 713, 714, 715, 716, 806, 807, 808, 809, 810, 811, 813, 814, 815, 823, 832, 837, 4120, 4135, 4145, 4150, 4185, 4385, 4445, 4690, 8151, 8350.
Rede de Domingo e Feriados: 709, 710, 732, 734, 812, 836, 8550.
Linhas que param próximo à Estação de Integração São Gabriel : 1502, 1505, 1505R, 1509, 1510, 3503A, 3502, 5506A, 5506B, 5506C, 5513, 9503.
Linhas MOVE: 82, 83, 83D, 85, 62, 66, 9850.

## Terminal Rodoviário São Gabriel
Com a construção anunciada em 2009, prevista para ser concluída na Copa do Mundo (2014), a obra passou por diversas dificuldades, principalmente no pagamento das idenizações pela desapropriação da Rua Jacuí.

## Trânsito
O bairro possui alguns problemas no trânsito: a entrada do bairro é o encontro de importantes vias, sendo estas Via 240, Anel Rodoviário, Avenida Cristiano Machado e Rua Jacuí). As entradas do bairro estão em condições precárias devido à grande quantidade de buracos, que reduzem a velocidade dos veículos e provocam congestionamentos, pelo bairro possuir um alto número de veículos e um tráfego intenso. Os ônibus costumam ficar lotados, pois as linhas são insuficientes para atender tal público, apesar de ultrapassar o número de 500 ônibus por dia dentro do bairro (desconsiderando o tráfego nas avenidas que contornam ele). As principais linhas de ônibus que atendem os moradores do bairro são 3503A, 3502, 811, 810 Suplementar 53 e Suplementar 84.

## Construções
O bairro é predominantemente residencial, mas recentemente com o desenvolvimento do bairro, estão sendo construídos diversos prédios residênciais, aumentando sua população e ficando cada dia mais verticalizado.
Além disso, abriga também:
- Sede e pátio da CEMIG;
- Dois supermercados;
- Diversas igrejas;
- Diversas praças;
- Um posto de saúde;
- Delegacia da Polícia Civil;
- Clínica Medica Atrium;
- Ambulâncias Atrium.

## Ensino
- PUC Minas - Campus São Gabriel;
- Curso de idiomas Inglês & Cia;
- Escola Estadual Adalberto Ferraz;
- Escola Estadual Professor Guilherme Azevedo Lage;
- Escola Estadual Professor Antônio José Ribeiro Filho;
- Escola Municipal Oswaldo França Junior;
- CIA DO SABER - Acompanhamento e Reforço Escolar - em todas as matérias;
- Unidade Municipal de Educação Infantil - UMEI Oswaldo França Junior;
- Unidade Municipal de Educação Infantil - UMEI Cavalinho de Pau;
- Colégio Pimpolho;
- Instituto Herdar;
- Atrium Treinamentos em Saúde.

## Bairros Vizinhos
- Ouro Minas;
- São Paulo;
- Jardim Belmonte;
- Dom Silvério;
- Primeiro de Maio;
- Providência;
- Aarão Reis;
- Guarani;
- Eymard;
- Maria Goretti;

## Curiosidades
- A maioria dos nomes das ruas do bairro são inspiradas em nomes de cidades das regiões Norte e Nordeste do Brasil.
- O bairro possui duas divisões não oficiais: São Gabriel 1 e São Gabriel 2, divididos pela Rua Amaraji e Rua Curimatan. O principais motivos dessa separação são a diferença de altura entre os dois e a presença de duas linhas de ônibus que têm o nome do bairro (3503 e 3502) e atenderem as diferentes partes do bairro.Referências

1. ↑  BHTRANS http://www.bhtrans.pbh.gov.br/portal/page/portal/portalpublico/Imprensa/Anel%20Rodovi%C3%A1rio
2. ↑  Estado de Minas - 23/02/2008]